# Friday Brown

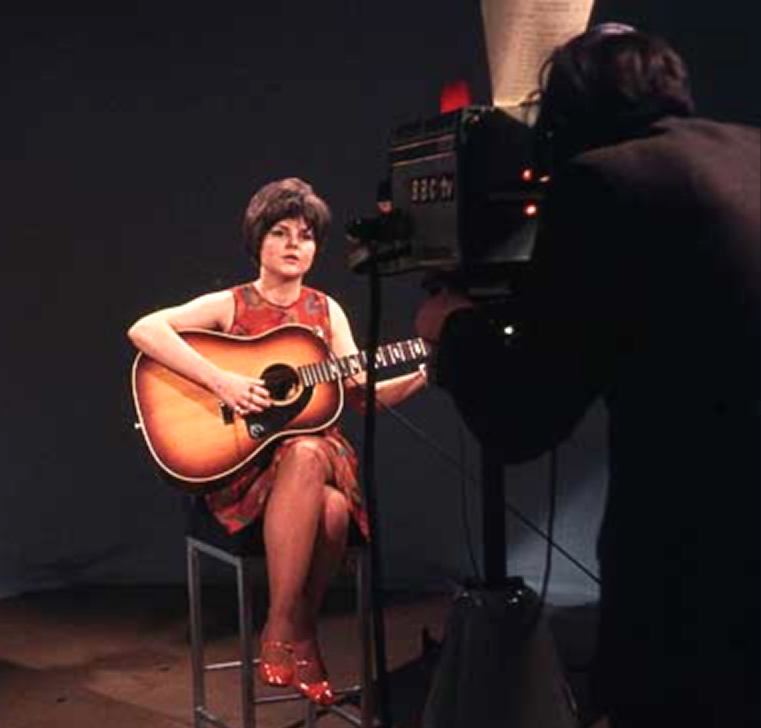
Friday Brown in den BBC Manchester Studios, Anfang der 1970er Jahre.

Friday Brown, bürgerlich Marian Stockley (* 18. Februar 1947 in Walkden, Lancashire, Vereinigtes Königreich) ist eine britische Pop-Sängerin und Songwriterin, die in den 1960er und 1970er Jahren aktiv war.

## Biografie

### 1960er Jahre
Friday Brown kam 1947 als Marian Stockley in Walkden, einer Kleinstadt nordöstlich von Manchester, zur Welt. Sie war die Tochter eines Schuldirektors in der nahegelegenen City of Salford. Sie besuchte das Bolton College of Art, wo einer ihrer Mitschüler Wilf Lewis war. Dieser war Mitglied der Mike Taylor Combo, die bis 1965 an verschiedenen Auftrittsorten in der Grafschaft Lancashire spielte. Mit 15 Jahren begann sie, mit dieser Gruppe zu singen.
Mit dem Frontsänger Mike Taylor veröffentlichte sie als Duo „Marianne and Mike“ zwei Singles auf Vocalion Records, As He Once Was Mine und You're the Only One (beide 1964 und beide von Wilf Lewis geschrieben). Keine dieser Singles erreichte die Charts.
1966 suchten der Komponist Graham Gouldman und der Manager Harvey Lisberg (Entdecker der Herman’s Hermits), nach Mitgliedern für eine neue Gruppe, die schließlich Friday Brown (Gesang; noch als Marian Stockley), Christine Ebbrell (Gesang), Peter Cowap (Gesang, Gitarre) und Keith Lawless (Gesang, Schlagzeug) enthielt und sich High Society nannte. Diese kurzlebige Gruppe veröffentlichte im November 1966 bei Fontana Records ihre einzige Single, People Passing By, geschrieben von Gouldman. Unter den Musikern auf dieser Aufnahme waren Clem Cattini von den Tornados und John Paul Jones von Led Zeppelin.
Im Januar 1966 erschien bei Parlophone ihre erste Solo-Single Getting Nowhere, ebenfalls aus der Feder von Graham Gouldman. Es war die erste Platte, für die sie den Künstlernamen Friday Brown verwendete. Das Stück wurde später von P. J. Proby und Toni Basil gecovert. Die B-Seite, And (to Me He Meant Everything), war eine Eigenkomposition von Brown zusammen mit ihrer Schwester, Barbara Stockley. Dies traf auch für die nächste Single, 32nd Love Affair (1966) zu. Dieses Mal war die B-Seite ein Cover von Sandy Poseys US-Top-20-Hit Born a Woman. Diese Mischung aus eigenen Stücken und Coverversionen setzte sich bei späteren Single-Veröffentlichungen fort. 1969 folgte eine Coverversion von Tammy Wynettes Country-Hit Stand by Your Man.
Mitte der 1960er Jahre sang Brown daneben viele Demoaufnahmen von Liedern ein, die Graham Gouldman für andere Künstler geschrieben hatte, darunter Behind the Door für Cher.
Im Juli 1968 nahm sie mit Ask Any Woman an der 10. Ausgabe des belgischen Songfestivals von Knokke teil. Sie war zusammen mit Alun Davies, Brenda Marsh, Wayne Fontana und Marty Wilde im britischen Team. Das belgische Teilnehmerteam gewann in diesem Jahr.
Im April 1969 trat Brown beim Rose-d’Or-Festival in Montreux auf. Philips Records veröffentlichte kurz danach das begleitende Compilation-Album Philips Artists at the Golden Rose of Montreux (Katalognummer 88412DY), auf dem Brown mit zwei Stücken vertreten war.

### 1970er Jahre
1970 bekam sie bei ITV ihre eigene Show, A Girl Called Friday. 1972 präsentierte sie auf BBC-1 die sechsteilige Sendung Tuesday Night is Friday Night.
1971 erschien bei Philips Records ihr einziges Album, Friday Brown (Produktion: Johnny Franz). Das Album enthielt Coverversionen wie Let It Be Me von den Beatles oder The Sound of Silence von Simon & Garfunkel, aber auch zwei selbstgeschriebene Stücke. Eines davon, Once I Was a Sailing Ship, wurde später von Val Doonican aufgenommen.
Von den 1960ern bis zu Beginn der 1980er Jahre war Brown regelmäßig zu Gast bei verschiedenen Hörfunksendungen der BBC, darunter Folk Room, Saturday Club, Follow the Stars oder Night Ride. Hinzu kamen Fernsehauftritte in der Granada-TV-Show Scene, The Stanley Baxter Show, The Two Ronnies und The Golden Shot, der britischen Version der ZDF-Spielshow Der goldene Schuß.
Im August 1970 trat Friday Brown im polnischen Sopot beim Sopot International Song Festival an. Die Melodie ihres Beitrags Be with Me beruhte auf einem alten polnischen Volkslied. Den englischen Text dazu hatte sie selbst verfasst. Sieger wurde der kanadische Sänger Robert Charlebois mit Ordinaire. Ihr Teilnehmertitel erschien danach auf dem bei der polnischen Plattenfirma Polskie Nagrania Muza veröffentlichten Compilation-Album International Festival of Pop Song – Sopot 70 (Katalognummer XL0636).
1971 folgte eine Teilnahme am Internacionalni Festival Zabavne Muzike in der damals zu Jugoslawien gehörenden Stadt Split. Sie sang mit dem Sänger Đani Maršan das Lied Plovi, Brode Moj, dessen kroatischen Text sie vorher phonetisch lernen musste.
Ihr letzter Auftritt dieser Art fand im Juli 1978 beim Internationalen Liederfestival Menschen und Meer im ostdeutschen Rostock statt, dem ehemaligen Internationalen Schlagerfestival der Ostseeländer. Ihr Beitrag hieß I am the Sea. Im gleichen Jahr steuerte sie Backgroundgesang für das Album The Eye of Wendor: Prophecies der Rockgruppe Mandalaband bei.
Anschließend wurde es ruhig um Brown. 2013 erschien ihr Lied The Outdoor Seminar von 1967, das sie zusammen mit ihrer Schwester geschrieben hatte, auf der Compilation-CD Piccadilly Sunshine Part 12: British Pop Psych and Other Flavours 1967–1971 (Katalognummer PARTCD4023). 2019 erschien ihr Stück 32nd Love Affair auf der Girlgroup-Compilation Live It Up! Bayswater Beat Girls 1964–1967 (Katalognummer Ace CDTOP 1550).

## Diskografie

### Studioalben
- 1971: Friday Brown (Philips 6308 074)

### Singles als Marianne and Mike
- 1964: "As He Once Was Mine" / "Go On" (Vocalion Pop V.9218)
- 1964: "You're the Only One" / "One Good Turn Deserves Another" (Vocalion Pop V.9225)

### Singles mit High Society
- 1966: "People Passing By" / "Star of Eastern Street" (Fontana TF 771)

### Solo-Singles
- 1966: "Getting Nowhere" / "And (to Me He Meant Everything)" (Parlophone R5396)
- 1966: "32nd Love Affair" / "Born a Woman" (Fontana TF 736)
- 1967: "Ask Any Woman" / "The Outdoor Seminar" (Fontana TF 851)
- 1969: "Stand by Your Man" / "I Want to Rain" (TF 996)
- 1969: "God Bless the Child" / "I Want the Rain" (TF 267877) – nur in Belgien erschienen
- 1971: "The Only One to Love Me" / "The Promise" (Philips 6006 169)
- 1971: "Be with Me" / "Once I Was a Sailing Ship" (Balkanton ВТК 2959) – nur in Bulgarien erschienen
- 1972: "Shake a Hand" / "Everything's Alright" (Philips 6006 239)
- 1973: "A Groovy Kind of Love" / "Salford" (Philips 324)